# Benrath
Benrath is een stadsdeel van Düsseldorf, de hoofdstad van de Duitse deelstaat Noordrijn-Westfalen.

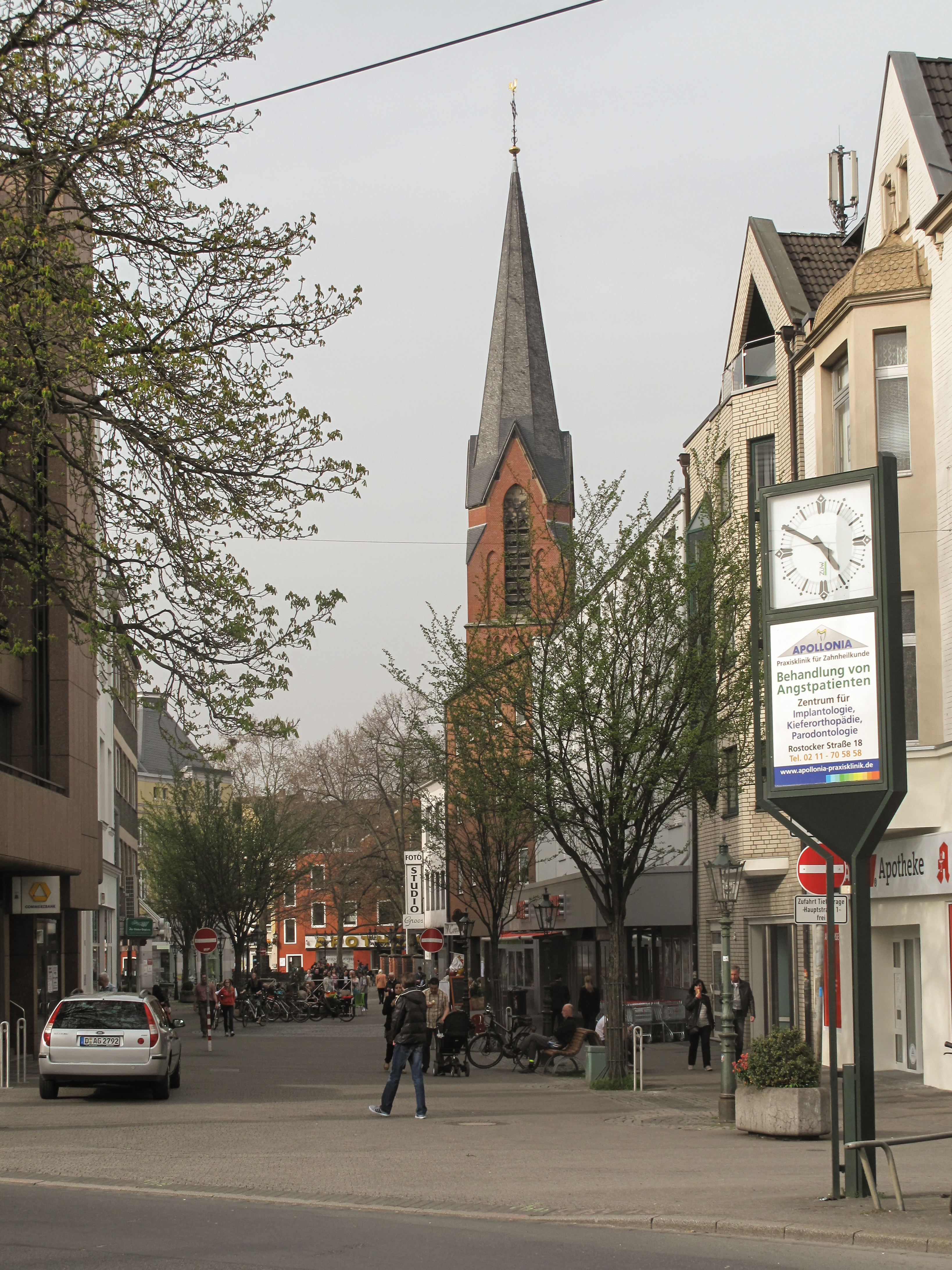
Kerk (die Sankt Cäciliakirche) in straatzicht

## Geschiedenis
De naam Benrath werd voor het eerst vermeld als het dorpje Benrode in 1222, later verbasterde dit tot Benrath. Tussen 1755 en 1773 werd het slot Benrath gebouwd. In 1929 werd Benrath een stadsdeel van Düsseldorf.
Benrath is ook de thuishaven van voetbalclub VfL Benrath. Voorheen was dit een succesvolle club op nationaal niveau en tot 1962 was de club steevast in een van de twee hoogste klassen vertegenwoordigd, echter is de club intussen weggezakt in de anonimiteit.
De Benrather linie is naar Benrath vernoemd.

## Geboren in Benrath
- Maria Anna van Palts-Neuburg (1667–1740), van 1690 tot 1700 koningin van Spanje, Sardinië, Napels en Sicilië
- Willem van Hohenzollern (1864-1927), edelman
- Werner von Fritsch (1880-1939), generaal